# Glaubensfreiheit im Islam
Die Glaubensfreiheit im Islam bedeutet nach islamischem Recht die Freiheit der Muslime, ihren Glauben auszuüben, und die Freiheit aller, den Islam anzunehmen. Das islamische Rechtssystem kennt für Muslime keine negative Religionsfreiheit und erkennt auch nicht den Anspruch an, keiner Religion anzugehören. Demgemäß besitzen Muslime nicht das Recht, zu einer anderen Religion zu konvertieren oder ohne Religion zu leben. Dafür beinhaltet die Glaubensfreiheit im Islam das Recht der Schriftbesitzer (ahl al-kitāb), ihren Glauben innerhalb gewisser Grenzen und gegen Zahlung (der Dschizya) zu praktizieren. Anhänger anderer Religionsgemeinschaften – Zoroastrier, Mandäer und andere – werden ebenfalls geduldet.

## Das islamische Verständnis der Glaubensfreiheit
Der Abfall vom Islam wird nach der Scharia mit der Todesstrafe geahndet. Das Recht, das Judentum, Christentum oder den Zoroastrismus zu praktizieren, ist nach der Scharia mit erheblichen Einschränkungen gegeben. Andere Religionen sind nach klassischer Lehre verboten, wurden aber später teilweise erlaubt. Polytheisten (Muschrikūn) haben nach klassischer Lehre die Wahl zwischen Islam oder Tod.
Unter Beachtung historisch gewachsener, in der Rechtslehre festgelegter Grenzen können die Angehörigen der anderen Offenbarungsreligionen – Juden und Christen – ihre Religionen bei Anerkennung der islamischen Obrigkeit de jure beibehalten und ihren kultischen Pflichten nachkommen.
Eine wichtige Rolle bei der Beurteilung der Glaubensfreiheit im Islam spielt die Exegese der koranischen Norm „In der Religion gibt es keinen Zwang“ (2:256). Sowohl die islamische Koranexegese als auch die Islamforschung bieten verschiedene Deutungen dieses Verses. (Siehe dazu die entsprechenden Absätze im Artikel Kein Zwang in der Religion) So sei dieser Vers – gemäß mehreren klassischen Korankommentaren – abrogiert worden, während andere Kommentatoren seinen Geltungsbereich auf die Schriftbesitzer beschränken.
Ungeachtet hervorgebrachter Theorien über seine ursprünglichen Bedeutung – so argumentiert Rudi Paret, dass dieser Vers beim Zeitpunkt seiner Offenbarung ein Ausdruck der Resignation, nicht der religiösen Toleranz gewesen sei, was er durch Koranverse wie 10:99 als bestätigt betrachtet – wird in der gegenwärtigen Islamwissenschaft betont, dass dieser Grundsatz „das Fundament der islamischen Toleranz in Sachen des Glaubens und der religiösen Praxis“ [war]. „Die islamische Tradition hat diesen Vers als Verbot verstanden, die Menschen zum Glauben zu zwingen, nicht nur als Feststellung, dass keiner außer Gott die Menschen zum Glauben zwingen kann.“
Die Gemeindeordnung von Medina, die Mohammed mit den medinensischen Großfamilien und den jüdischen Sippen in und um Medina beschloss, zieht eine klare Trennlinie zwischen den Muslimen und den Juden bei der Anerkennung ihrer Religion in der knappen Formulierung: „die Juden haben ihre Religion und die Gläubigen (das heißt die Muslime) haben ihre Religion“. Diese Haltung gegenüber Andersgläubigen zeigt sich bereits in der frühmekkanischen Phase der Prophetie Mohammeds:

«لَكُمْ دِينُكُمْ وَلِیَ دِينِ»

„lakum dīnukum wa-liya dīn“

„Ihr habt eure Religion, und ich die meine.“

Spätestens asch-Schafii (767–820) hat den Umgang mit den Polytheisten und den „Buchbesitzern“ in seinem Werk Aḥkām al-Qurʾān (Rechtsbestimmungen des Koran) nach koranischen Maßstäben juristisch klar formuliert: „Gott hat über die Polytheisten zwei Urteile gefällt; er hat geurteilt, die Götzenanbeter (ahl al-auṯān) zu bekämpfen, bis sie den Islam annehmen und die Buchbesitzer zu bekämpfen, bis sie die Kopfsteuer (dschizya) entrichten, wenn sie den Islam nicht annehmen“. Dass selbst die „Buchbesitzer“ zu den Polytheisten gerechnet werden können, liegt im Koran verankerten islamischen Verständnis des Judentums bzw. Christentums; denn gemäß Sure 9, Vers 30–31 glauben die Juden, dass ʿUzayr (Esra) der Sohn Gottes sei, die Christen glauben, dass Christus (al-masīḥ) der Sohn Gottes sei.
Über die Interpretation obiger Koranverse hinaus beschäftigt sich die islamische Lehre als Folge der Eroberungszüge im 7. und 8. Jahrhundert auch mit dem Rechtsstatus Gefangener und ihrer Religionszugehörigkeit, wobei der Stellenwert von Sure 2, Vers 256 bereits im Kreis von Juristen des ausgehenden 8. Jahrhunderts neu definiert und der Zwang zum Übertritt zum Islam nicht ausgeschlossen wird. Der Korankommentator und Qadi von Valencia und Murcia al-Qurtubi († 1223) referiert in diesem Zusammenhang die Rechtslehre der mâlikitischen Rechtsschule des späten 8. Jahrhunderts wie folgt: „Minderjährige haben keine Religion. Deshalb wurden sie zum Eintritt in den Islam gezwungen, damit sie nicht in eine falsche Religion (dīn bātil) eintreten“. Gemeint sind hier die minderjährigen Nachkommen gefallener Kämpfer gegen die Muslime, die man bei Volljährigkeit unter muslimischer Herrschaft wohl zur Annahme des Islams zwingen konnte.

## Die Glaubensfreiheit für Muslime und Andersgläubige
Bei der Betrachtung der Glaubensfreiheit im Islam ist zu differenzieren zwischen der Gewährung der Glaubensfreiheit für die Angehörigen des Islams selbst und der Gewährung dieser Freiheit für die Anhänger anderer Religionsgemeinschaften.
Betrachtet sich der Islam im klassischen Sinne als eine Einheit von Religion und Staat bzw. als eine Einheit von Religion und Recht (Scharia), so ist die Ausübung religiöser Bräuche sowohl für Muslime als auch für nicht-muslimische Religionsgemeinschaften durch das islamische Recht definiert.
Anhängern der Offenbarungsreligionen – Juden und Christen – gewährt das islamische Gesetz Freiheiten bei der Wahrnehmung ihrer religiösen Bräuche und mit Einschränkungen, die das islamische Gesetz festlegt, bei der Ausübung ihrer religiösen Pflichten. Es sieht keine Strafe für die Unterlassung der religiösen Pflichten eines Nicht-Muslims vor. In der historischen Perspektive allerdings legt das islamische Gesetz gewisse Einschränkungen bei der Ausübung der religiösen Pflichten Andersgläubiger fest. Das bekannteste Dokument für die Behandlung von Christen nach der Eroberung der Städte von Syrien und Mesopotamien ist der durch den zweiten Kalifen Umar ibn al-Chattab (592–644) bestätigte Vertrag, der für kommende Verträge als Richtschnur gelten sollte und in Werken des Fremdenrechts – wie etwa bei dem bis 923 wirkenden Abu Bakr al-Challal – überliefert wurde. Einige Auflagen, die die Christen zu erfüllen hatten, waren: kein Bau neuer Kirchen oder Klöster; kein Wiederaufbau zerstörter Kirchen in den Wohnquartieren der Muslime; kein Kreuz auf den Kirchtürmen; kein öffentliches Zeigen des Kreuzes oder der Bibel in Anwesenheit von Muslimen; kein lautes Beten oder laute Rezitation der heiligen Texte; keine Missionierung. Bereits seit dem späten 7. Jahrhundert stieg zudem der soziale Druck auf die christliche Bevölkerung in den eroberten ehemaligen römischen Orientprovinzen (siehe Islamische Expansion#Lage anderer Religionen unter muslimischer Herrschaft). Es kam zu Diskriminierungen, dem Ausschluss von Nichtmuslimen aus der Verwaltung, zur Einmischung in innerchristliche Angelegenheiten und zur Konfiszierung von Kirchengütern sowie einzelnen Übergriffen auf Kirchen.
Die islamische Rechtslehre hat den Status von Gotteshäusern der genannten nicht muslimischen Religionsgemeinschaften gemäß der Art der Eroberung von Ländern näher definiert und in drei Gruppen aufgeteilt:
- Städte, die von den Muslimen gegründet wurden, wie Kufa, Basra, Wasit u. a.: Es herrscht allgemeine Übereinstimmung unter den Rechtsgelehrten darüber, dass in muslimischen Neugründungen keine Kirchen, Synagogen und andere religiösen Versammlungsorte errichtet werden dürfen, da diese Gebiete und Städte Eigentum der Muslime sind. Die Rechtslehre nimmt hierbei auf einen angeblichen Spruch Mohammeds Bezug, der in inhaltlich allgemein gefasstem Sinne gesagt haben soll: „im Dār al-Islām“ darf weder eine Kirche gebaut noch eine zerstörte Kirche neu errichtet werden.[6]
- Gebiete, die die Muslime gewaltsam (ʿanwatan) in Besitz genommen haben: Hier dürfen keine neuen Gotteshäuser anderer Religionsgemeinschaften errichtet werden. Es ist in der Rechtslehre allerdings umstritten, ob bestehende Gotteshäuser zerstört werden müssen. Die Malikiten und ein Teil der Hanbaliten treten für ihre Beibehaltung ein und berufen sich auf eine in der Historiographie dokumentierte Anweisung des Umayyaden-Kalifs ʿUmar ibn ʿAbd al-ʿAzīz († 720): „zerstört weder Synagogen, noch Kirchen noch Gebetsstätten der Zoroastrier.“[6] Die Schafiiten dagegen halten die Zerstörung von Gotteshäusern für eine Pflicht (wādschib).
- Gebiete, die die Muslime durch einen Vertrag (ṣulḥan) in Besitz genommen haben: Bleibt das Gebiet gemäß Vertrag im Besitz der nicht muslimischen Bevölkerung bei Entrichtung der Grundsteuer (Charādsch), dürfen dort auch neue Gotteshäuser gebaut werden. Im Dhimma-Verhältnis dagegen und bei Zahlung der Dschizya dürfen keine neuen religiösen Bauten errichtet werden.[6]

Auch in anderen Teilen der islamischen Welt sind vergleichbare, einschränkende Auflagen dokumentiert; der andalusische Rechtsgelehrte 'Îsâ b. Sahl († 1093) aus Córdoba, der juristische Entscheidungen seiner Vorgänger in einem Buch zusammengefasst hat, erwähnt ein vom Hauptrichter Ziyād b. ʿAbd ar-Rahmān (bis 925 im Amt) gefälltes Urteil gegen den Neubau der Synagoge am Judentor (Bāb al-Yahūd; später: Bāb Leon) an der Nordmauer von Córdoba: „Es ist gemäß dem islamischen Gesetz nicht zulässig, Kirchen der Christen und Synagogen der Juden in Städten der Muslime neu zu errichten“.
Die islamrechtlich begründete Einschränkung für Nicht-Muslime ist in der klassischen Epoche des schriftlich überlieferten islamischen Rechts bei Ibn al-Qayyim († 1350) und bei Ibn Taimiya († 1328) als wegweisend dargestellt worden. In ihrer Tradition steht der Azhar-Gelehrte ad-Damanhuri († 1739) mit seiner Abhandlung über die Stellung der Kirchen in Ägypten und Kairo unter dem Titel Iqāmat al-huǧǧati l-bāhira ʿalā hadm kanāʾis Misr wa-l-Qāhira („Die prächtige Beweisführung zur Zerstörung der Kirchen in Ägypten und Kairo“).
In interreligiös geschlossenen Ehen zwischen einem Muslim und einer Nichtmuslimin kann es zur Einschränkung der freien Ausübung religiöser Bräuche der Ehefrau kommen. Das islamische Gesetz hindert die Anhänger der „Schriftbesitzer“ nicht daran, ihren Glauben zu behalten und zwingt sie auch nicht, sich zum Islam zu bekennen. Dennoch: Wie die Rechtspraxis in einer interreligiösen Partnerschaft sowohl in der Geschichte als in der Moderne durch islamische Normvorstellungen bestimmt wird, zeigt das Rechtsgutachten (fatwa) 70177. Dort heißt es im Einzelnen:
(Islam)...allows marriage to a Christian or Jewish woman, i. e., it permits a man to marry such a woman whilst she continues to follow her religion. The husband does not have the right to force her to become Muslim, or to stop her worshipping in her own way. But he does have the right to forbid her to go out of the house, even if she is going to go out to go to church, because she is commanded to obey him. He also has the right to forbid her to commit evil openly in the house, such as setting up statues or ringing bells.
That also includes celebrating innovated festivals, such as Easter, because that is an evil action according to Islam, in two ways. It is an innovation for which there is no basis, like celebrating the birthday of the Prophet (peace and blessings of Allaah be upon him) and Mother’s Day, and it also includes false beliefs, namely the belief that the Messiah was killed and crucified, then placed in the grave, then rose from it.
In der klassischen Rechtsargumentation des Schulgründers asch-Schafii heißt es in diesem Zusammenhang: Wenn es dem muslimischen Ehemann zusteht, seine muslimische Ehefrau am Moscheebesuch zu hindern, so hat er auch das Recht, seiner nichtmuslimischen Frau den Kirchenbesuch zu untersagen, da dies eine „nichtige Handlung“ (bātil) ist. Anderslautende, allerdings isoliert stehende Lehrmeinungen in der frühen Jurisprudenz werden in der zeitgenössischen Rechtsprechung und in gegenwartsbezogenen Rechtsgutachten inhaltlich nicht aufgegriffen. Das islamische Ehe- und Fremdenrecht, das den Status der nichtmuslimischen Seite in einer interreligiösen Ehe ausschließlich nach islamischen Rechtsgrundsätzen regelt, befindet auch über die Religionszugehörigkeit der aus einer solchen Ehe hervorgegangenen Kinder und legt fest, dass der Glaube des islamischen Elternteils zu befolgen ist.

## Apostasie und Glaubensfreiheit
Das islamische Gesetz sieht für die Angehörigen des Islams die negative Glaubensverwirklichungsfreiheit nicht vor. Es legt vielmehr die Erfüllung der religiösen Pflichten (farā'id) des Einzelnen fest. Der absichtliche Verzicht des Einzelnen auf die Verrichtung der im Gesetz vorgeschriebenen Pflichten – zum Beispiel das konsequente Unterlassen des täglichen Gebets oder der „Austritt“ aus der islamischen Gemeinschaft entweder durch Wort oder durch Wort und Tat – gilt als Apostasie (irtidād/ridda) und wird schariarechtlich mit dem Tode bestraft. Zeitgenössische Vertreter der Rechtslehre (Yusuf al-Qaradawi, Mahmūd Schaltūt und andre) betrachten den Unterlasser des Gebets nicht als kāfir und empfehlen lediglich seine Züchtigung (ta'zīr) durch Schläge und Freiheitsentzug.
Hinweise auf das Abfallen von der Religion finden sich im Koran sowohl in der mekkanischen als auch in der medinensischen Periode der Prophetie: Sure 16, Vers 106–109; Sure 3, Vers 82–85; Sure 4, Vers 137. Die Bestrafung der Abtrünnigen wird in diesen Versen allerdings in das Jenseits verlegt. Die wichtigsten Korankommentare legen diese Verse ebenfalls in diesem Sinne aus und sprechen nicht von einer weltlichen Bestrafung.
Die ersten Traditionssammlungen, deren Entstehung und schriftliche Überlieferung spätestens auf die zweite Hälfte des 8. Jahrhunderts zu datieren sind – zum Beispiel al-Muwatta des medinensischen Gelehrten Mālik ibn Anas – verweisen in Form von Aussagen des Propheten (Hadith) auf die Bestrafung des Abtrünnigen mit dem Tode: „tötet denjenigen, der seine Religion wechselt“. In einer weiteren Aussage – überliefert in den allgemein anerkannten Hadith-Sammlungen des 8. und 9. Jahrhunderts – hat Mohammed die Tötung desjenigen Muslims für erlaubt erklärt, der seine Religion verlässt (at-tārik li-dīnihi) und die muslimische Gemeinschaft verlässt (al-mufāriq li-l-dschamāʿa).
Die islamische Jurisprudenz (Fiqh) betrachtet die obigen Aussagen des Propheten mit ihren unzähligen Varianten im Wortlaut als Grundlage für die juristische Erörterung und Rechtfertigung der Todesstrafe bei Apostasie. Kontrovers wird nur die Frage beantwortet, ob ein Abtrünniger zur Reue aufgefordert werden soll oder muss (istitāba) und ob Frauen mit dem Tode bestraft werden können. Einigkeit herrscht dagegen darüber, dass das Abfallen von der Religion und das Verlassen der muslimischen Gemeinschaft ausreichen, um die Todesstrafe selbst dann zu verhängen, wenn der Abtrünnige die islamische Gemeinschaft weder mit Worten noch mit der Waffe bekämpft. Ein weiteres Vergehen, das die Jurisprudenz als Apostasie wertet, ist die Verunglimpfung (sabb) des Propheten Mohammed.
Unter Berufung auf die Position des klassischen islamischen Rechts hat man die Legitimität der Todesstrafe für Apostasie in der arabisch-islamischen Welt bis in die Moderne hinein zu begründen versucht. Selbst in Staaten, deren Staatsreligion der Islam ist und deren Verfassungen die Glaubensfreiheit für jedermann garantieren, ist diese am klassischen Recht orientierte Tendenz spürbar. Nach der Verabschiedung der Verfassung der Arabischen Republik Ägypten (1971) bezog der Azhar-Professor Taufiq Ali Wahba im offiziellen Sprachorgan der islamischen Azhar-Universität zu dieser Frage wie folgt Stellung:
„Wir sehen gar keinen Widerspruch zwischen dem Wortlaut der Verfassung, demnach der Islam die Staatsreligion ist und der Garantie der Glaubensfreiheit. Der Islam lässt nämlich den Menschen in seiner religiösen Überzeugung, in der er aufwächst, frei und zwingt ihn nicht zu ihrer Annahme (Zitat von Sure 2, Vers 256 folgt). Wenn eine Person sich ohne Zwang zum Islam bekehrt und dann zum Unglauben (kufr) zurückkehrt oder eine andere Religion annimmt, dann wird dies nicht als „Freiheit des Glaubens“ betrachtet. Vielmehr ist es die Verhöhnung und Geringschätzung des Islams, was nicht zu rechtfertigen ist. Dies ist die Verletzung der Unantastbarkeit des Islams und ein massiver Angriff auf die öffentliche Ordnung, auf die Gesellschaft und auf ihre Errungenschaften. Daher ist die Tötung des Apostaten als dessen Strafe und als Abschreckung für andere religiöse Pflicht.“
Da man im religiösen Recht (Scharia) eine göttliche Gesetzgebung sieht, die sich primär in der Offenbarung (Koran) und in der Sunna, das heißt in der Summe der dem Propheten Mohammed und seinen Zeitgenossen (sahaba) zugeschriebenen Lehrmeinungen, Handlungen und Anweisungen manifestiert, deren Richtigkeit anzuzweifeln mit dem Unglauben (kufr) gleichgesetzt wird, betrachtet man auch die Rechte des Einzelnen von diesem islamrechtlichen Standpunkt aus. Alle Grundfreiheiten des Menschen sind als von Gott gegebene Rechte angesehen, deren Grenzen dort gezogen werden, wo sowohl die Interessen der islamischen Gesellschaft als auch die traditionellen Grundlehren des Islams verletzt und gefährdet werden – schreiben Professoren der Fakultät für islamisches (scharî'a) und positives Recht (qânun) der Azhar-Universität in einer gemeinsamen Publikation u. d. T. Das islamische Recht. Das islamische Rechtssystem im Völkerrecht (Kairo 1972, S. 7–8).

## Glaubensfreiheit in der islamischen Welt
In den arabisch-islamischen Staaten gibt es keine Glaubensfreiheit im eigentlichen Sinne. Die Kairoer Erklärung der Menschenrechte im Islam als Willenserklärung der Mitgliedstaaten der Organisation der Islamischen Konferenz stellt alle ihre Artikel, auch den zur Glaubensfreiheit, ausdrücklich unter den Vorbehalt der Scharia.
In der Verfassung Ägyptens garantiert der Staat die „Freiheit des Glaubens“ (ʿaqīda / iʿtiqād) und die „Ausübung religiöser Bräuche“ (schaʿāʾir dīniyya). In den Verfassungen anderer Länder finden sich vergleichbare Formulierungen. Den Begriff Religion (dīn) verwenden die Verfassungen lediglich bei der Garantie des Gleichheitsprinzips, nach der die Bürger wegen des Geschlechts, der Abstammung, der Sprache oder der Religion (dīn), oder des Glaubens (ʿaqīda) nicht bevorzugt oder benachteiligt werden dürfen.
Als der britische Außenminister Lord Curzon im Jahre 1923, im Zuge der Ausarbeitung der Verfassung Ägyptens, die Formulierung „Freiheit des religiösen Glaubens“ (hurriyat al-iʿtiqād ad-dīnī) in das ägyptische Parlament einbrachte, kam es zu tumultartigen Protesten. Die Abgeordneten islamischen Glaubens verlangten, eine klare Trennungslinie zwischen „Religion“ (dīn) und „Glauben“ (iʿtiqād) zu ziehen. Als Argumentationsgrundlage diente der bekannte Prophetenspruch:
„meine Gemeinde wird sich in 73 (Var. 72) Sekten aufspalten, von denen alle ins Höllenfeuer kommen, bis auf eine: sie ist die Eintracht (dschamāʿa) der Muslime“.
In der Diskussion stellte man klar, dass die Muslime zwar in 73 Sekten aufgeteilt werden, von denen jede ihren eigenen Glauben (ʿaqīda) hat, obwohl sie alle einer Religion (dīn) angehören. Im Arabischen ist der Begriff „Religionsfreiheit“ (hurriyat ad-dīn) nicht gebräuchlich; auch in den Verfassungskommentaren ist stets von „Glaubensfreiheit“ (hurriyat al-ʿaqīda) die Rede.
In Saudi-Arabien etwa ist noch heute die Ausübung jedes anderen Glaubens außer dem Islam verboten. In der Islamischen Republik Iran gelten die Bahai bis heute als vom Islam abgefallen. Nach der islamischen Revolution kam es deshalb zu unzähligen Hinrichtungen (siehe auch: Verfolgung der Bahai).
In Ägypten ist der Islam nach der neuen Verfassung von 2014 Staatsreligion, während Christentum und Judentum eine bevorzugte Stellung einnehmen. In vielen gesellschaftlichen Bereichen werden die christlichen Ägypter, zumeist Kopten, in ihren Möglichkeiten eingeschränkt.
In der Türkei existiert ein säkulares Straf- und Zivilrecht. Paragraph 115 des türkischen StGB stellt
- die erzwungene Offenbarung und Änderung religiöser Überzeugungen
- die Behinderung der Verbreitung religiöser Überzeugungen
- und die Verhinderung gottesdienstlicher Handlungen und religiöser Zeremonien unter Strafe.

Der Strafrahmen beträgt bis zu drei Jahren Haft.

### Wortlaut der Kairoer Erklärung der Menschenrechte im Islam
Die Kairoer Erklärung der Menschenrechte im Islam lautet bezüglich der Religionsfreiheit wie folgt:
Artikel 10

„Der Islam ist die Religion der reinen Wesensart. Es ist verboten, irgendeine Art von Druck auf einen Menschen auszuüben oder seine Armut oder Unwissenheit auszunutzen, um ihn zu einer anderen Religion oder zum Atheismus zu bekehren.“

Artikel 18

„a) Jeder Mensch hat das Recht auf persönliche Sicherheit, auf Sicherheit seiner Religion, seiner Angehörigen, seiner Ehre und seines Eigentums.“

Die Kairoer Erklärung stellt alle Bestimmungen unter dem Vorbehalt der Scharia und gewährt Muslimen nicht die Freiheit, ihre Religion zu wechseln oder aufzugeben.